# Douvres-la-Délivrande
Douvres-la-Délivrande ist eine französische Gemeinde mit 5123 Einwohnern (Stand: 1. Januar 2022) im Département Calvados in der Region Normandie. Sie gehört zum Arrondissement Caen und zum Kanton Courseulles-sur-Mer.

## Geografie
Douvres-la-Délivrande liegt nahe der Küste zum Ärmelkanal. Umgeben wird Douvres-la-Délivrande von den Nachbargemeinden Saint-Aubin-sur-Mer und Langrune-sur-Mer im Norden, Luc-sur-Mer im Nordosten, Cresserons im Osten, Mathieu im Südosten, Anguerny im Süden, Colomby-sur-Thaon und Basly im Südwesten, Bény-sur-Mer im Westen und Bernières-sur-Mer im Nordwesten.

## Geschichte
Während des Zweiten Weltkrieges betrieb die deutsche Armee bei Douvres-la-Délivrande den Funkstützpunkt „Distelfink“ mit einer Würzburg-Radaranlage. Die Radarstation wurde durch zwei große, „Hindenburg“ und „Moltke“ genannte Bunkeranlagen mit einer Besatzung von mehr als 200 Mann geschützt, die sich bei der Invasion der Alliierten in der Normandie hartnäckig verteidigten. Nachdem mehrere Angriffe kanadischer Truppen gescheitert waren, gelang es dem britischen 41 (Royal Marine) Commando nach elf Tagen, die Bunker und die Radarstation einzunehmen. Am 6. Juni 1944 befreiten sie das Dorf von der deutschen Besatzung.

## Bevölkerungsentwicklung
| Jahr                             | 1962 | 1968 | 1975 | 1982 | 1990 | 1999 | 2006 | 2011 |
| Einwohner                        | 1739 | 1844 | 2356 | 2877 | 3983 | 4809 | 4877 | 5014 |
| Quelle: Cassini, EHESS und INSEE |      |      |      |      |      |      |      |      |

## Sehenswürdigkeiten
- Neugotische Basilika Notre-Dame-de-la-Délivrande, erbaut 1854 bis 1878, Monument historique
- Kloster Notre-Dame-de-Fidélité mit Kapelle Vierge Fidèle (auch Kapelle Lalique) mit Arbeiten des Künstlers René Lalique um 1930, Monument historique
- Kirche Saint-Rémi, Monument historique
- Kapelle der Priorei Tailleville
- Anwesen aus dem 13. Jahrhundert, seit 1995 Monument historique
- Radarstation des Typs „Würzburg“ aus dem Zweiten Weltkrieg

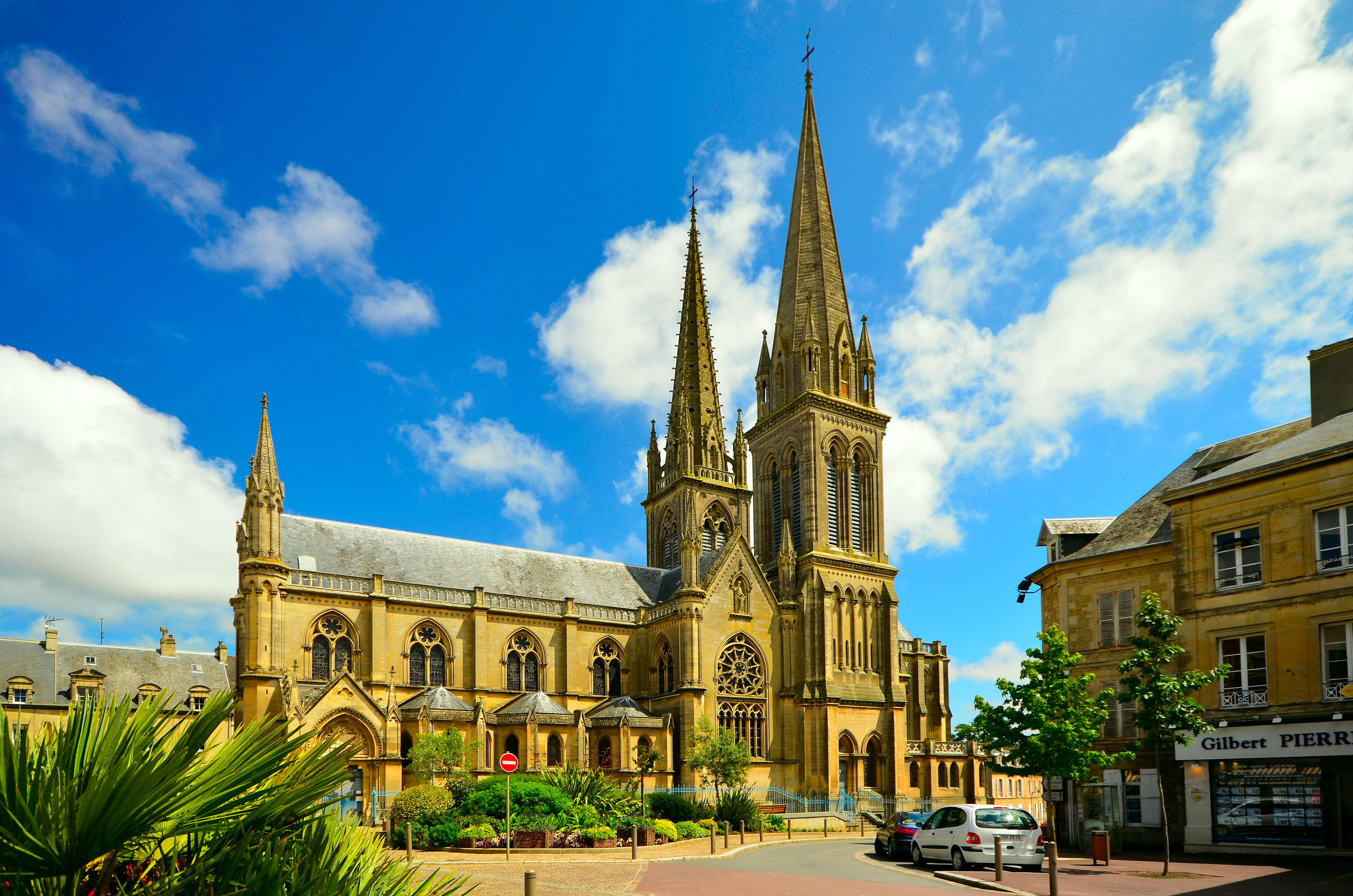
Basilika Notre-Dame de la Délivrande
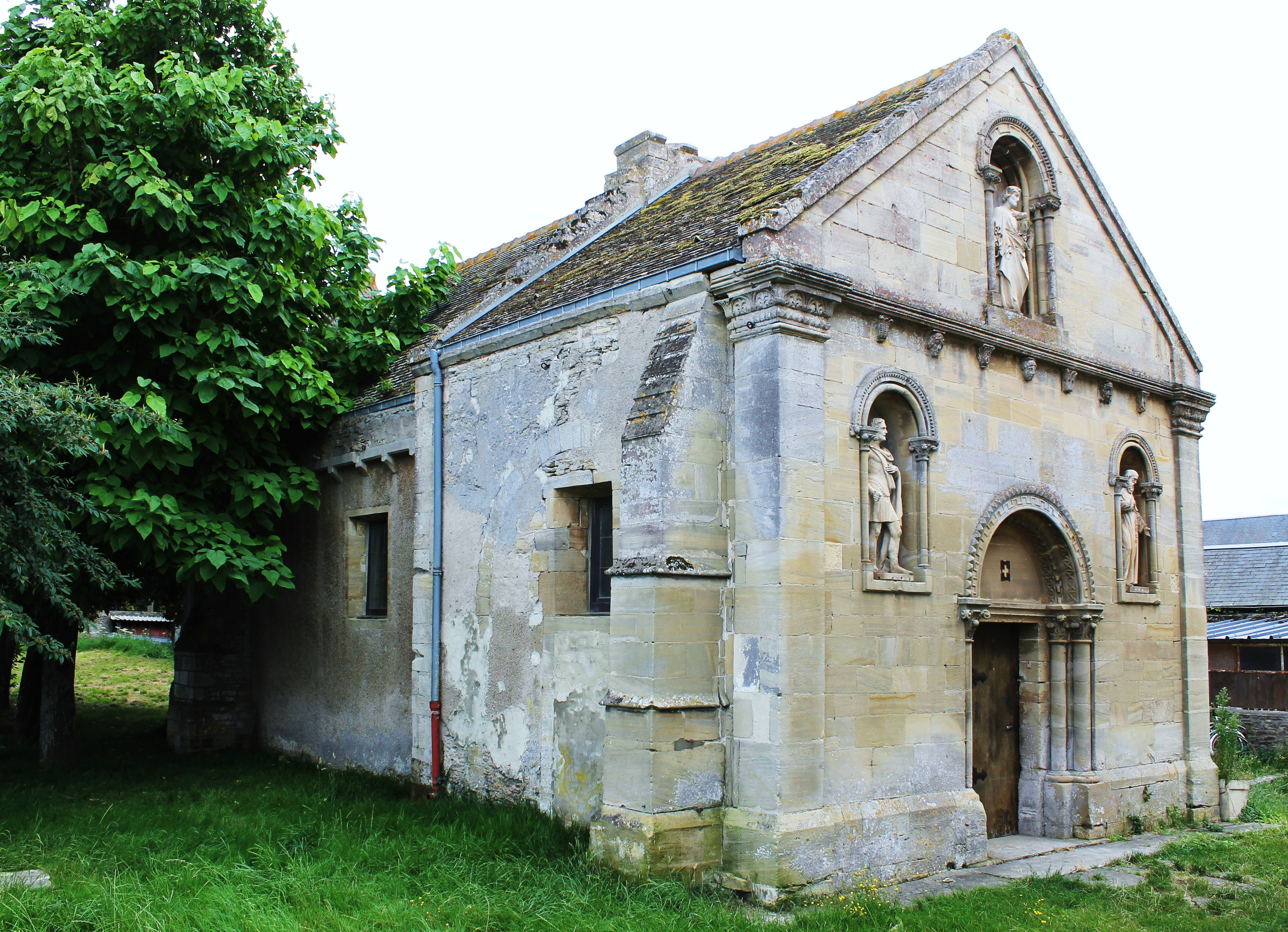
Priorei-Kapelle
Anwesen

## Gemeindepartnerschaften
Mit der britischen Gemeinde Axminster im Devon besteht seit 1999 und mit der deutschen Gemeinde Oerlenbach in Unterfranken (Bayern) seit 2003 eine Partnerschaft.